# Tommie Smith
Tommie Smith, all'anagrafe Thomas C. Smith (Clarksville, 6 giugno 1944), è un ex velocista ed ex giocatore di football americano statunitense, medaglia d'oro ai Giochi olimpici di Città del Messico 1968 e primo uomo al mondo ad aver corso i 200 metri piani in meno di 20 secondi.
Oltre che per le sue eccellenti prestazioni sportive, Tommie Smith è famoso per il clamoroso gesto di protesta, insieme al compagno John Carlos, contro la discriminazione razziale nella cerimonia di premiazione dei 200 metri a Città del Messico.

## Biografia

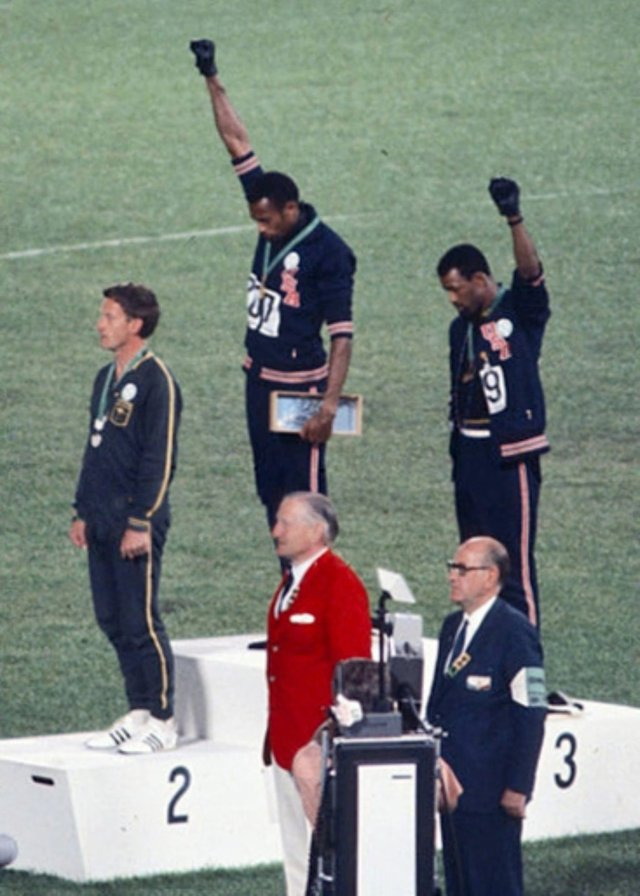
Giochi della XIX Olimpiade, Città del Messico. Finale dei 200 metri. Gli statunitensi Tommie Smith (primo classificato) e John Carlos (terzo) alzano il pugno guantato. Il secondo classificato è l'australiano Peter Norman.

Tommie Smith, soprannominato in seguito The Jet, iniziò ad imporsi nel 1967 vincendo il titolo universitario sulle 220 iarde (201,17 m) e quindi il campionato americano AAU sulla stessa distanza.
Si confermò campione AAU sui 200 m l'anno seguente, guadagnandosi la selezione per la squadra olimpica e stabilendo con 20" netti il nuovo record mondiale. In precedenza, Smith aveva fatto registrare altri due primati mondiali: correndo l'inconsueta distanza delle 220 iarde in linea retta aveva fatto fermare i cronometri sul tempo di 19"5; inoltre, in una delle sue rare prestazioni sui 400 metri piani, aveva battuto il futuro campione olimpico Lee Evans, stabilendo il nuovo record mondiale con il tempo di 44"5.
Nel 1968 vinse la medaglia d'oro sui 200 m nella finale olimpica di Città del Messico con il tempo di 19"83, primo uomo al mondo a scendere sotto il limite dei 20 secondi, precedendo l'australiano Peter Norman e il connazionale John Carlos. Il suo record mondiale sarebbe rimasto imbattuto per 11 anni, finché nel 1979 Pietro Mennea conquistò, sempre a Città del Messico, il nuovo record, con il tempo di 19"72 (che a sua volta rimase imbattuto per 17 anni fino al 1996).
Durante la cerimonia di premiazione, Smith e Carlos diedero vita a quella che probabilmente è ricordata come la più famosa protesta della storia dei Giochi olimpici: salirono sul podio scalzi e ascoltarono il loro inno nazionale chinando il capo e sollevando un pugno con un guanto nero, a sostegno del movimento denominato Olympic Project for Human Rights (Progetto olimpico per i diritti umani) e, più in generale, del potere nero.
Il gesto destò grande scalpore. Molti, a cominciare da Avery Brundage, a quel tempo presidente del CIO, lo considerarono fuori luogo ritenendo che la politica dovesse rimanere estranea ai Giochi olimpici. Molti lo deprecarono, ritenendo che avrebbe messo in cattiva luce l'intera rappresentativa statunitense e recato danno alla nazione americana. Altri, invece, espressero solidarietà ai due atleti, encomiando il loro coraggio. Da segnalare che anche il secondo classificato, l'australiano Peter Norman, al momento della premiazione indossò il distintivo dell'Olympic Project for Human Rights e per questo gesto sarebbe stato discriminato in patria negli anni successivi.
Per decisione dello stesso Brundage, Smith e Carlos furono sospesi dalla squadra statunitense con effetto immediato ed espulsi dal villaggio olimpico. Tornati in patria, i due atleti subirono altre ritorsioni, dovettero abbandonare la loro carriera di duecentisti e ricevettero numerose minacce di morte.
Smith proseguì la sua carriera agonistica nel football americano, giocando per tre stagioni con i Cincinnati Bengals come wide receiver.
Tornerà all'atletica in veste di allenatore.

### Riconoscimenti
Nel 1978 è stato introdotto nella National Track & Field Hall of Fame e nel 1999 ha ricevuto il premio Sportsman of the Millennium.
Nel 2005, nel campus della San Jose State University, è stata eretta una statua raffigurante Smith e Carlos durante la famosa cerimonia di premiazione olimpica.
Nel 2019 Tommie Smith è stato introdotto nella Hall of Fame dello sport statunitense.

## Palmarès

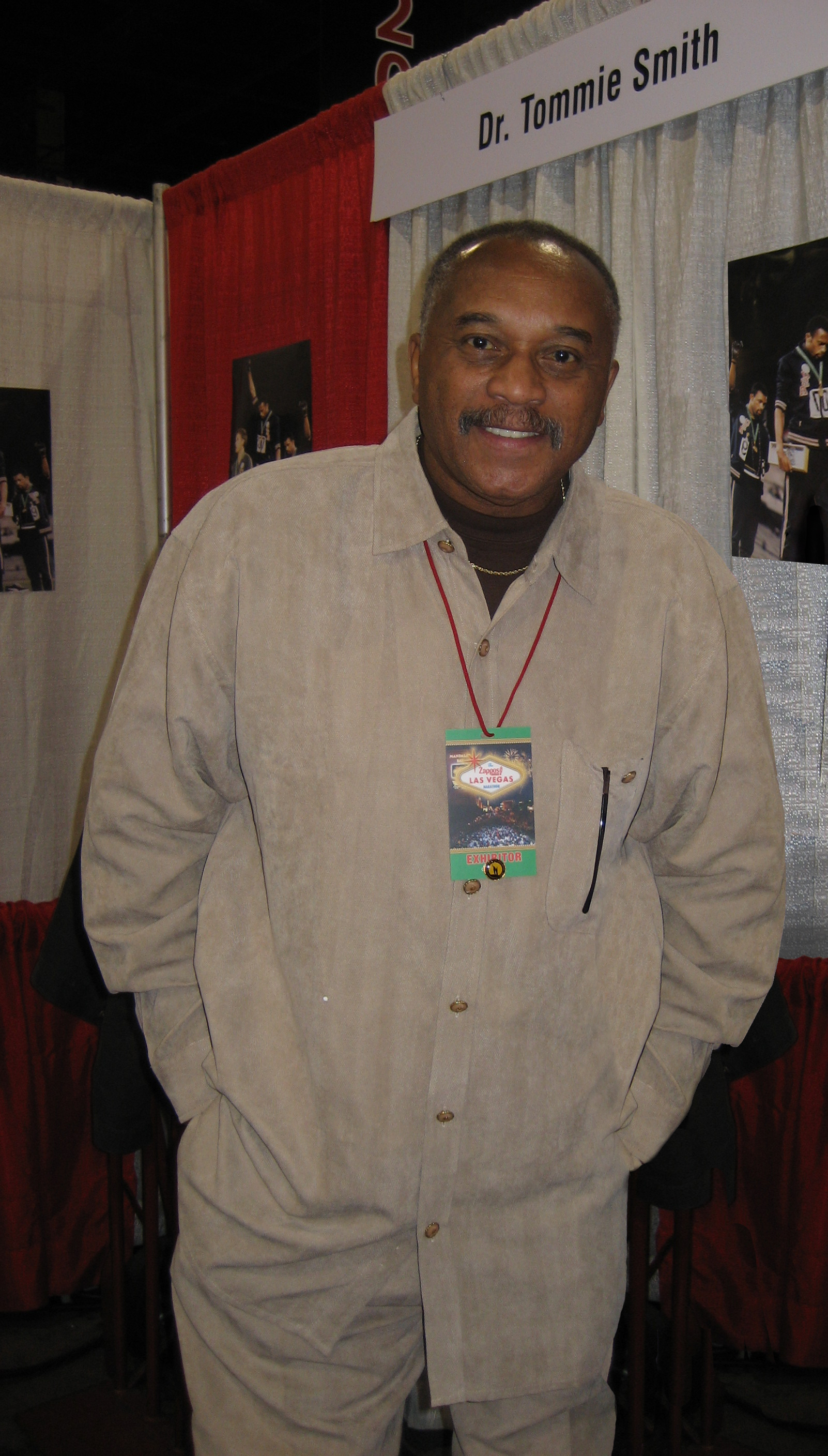
Tommie Smith nel 2009

| Anno | Manifestazione  | Sede              | Evento      | Risultato | Prestazione | Note            |
| ---- | --------------- | ----------------- | ----------- | --------- | ----------- | --------------- |
| 1967 | Universiadi     | Tokyo             | 100 m piani | Argento   | 10"5        |                 |
| 1967 | Universiadi     | Tokyo             | 200 m piani | Oro       | 20"7        |                 |
| 1968 | Giochi olimpici | Città del Messico | 200 m piani | Oro       | 19"83       | Record mondiale |